# Corinne et l'As de trèfle
 (juillet 2017).
Corinne et l'As de trèfle est le second roman de la série Corinne, inspirée de la série Langelot, écrit par le Lieutenant X (pseudonyme de Vladimir Volkoff). Il parait pour la première fois en 1983 dans la Bibliothèque verte.

## Résumé
Le roman, formé de 159 pages (éditions du Triomphe) réparties en 18 chapitres, est divisé en quatre parties informelles mais clairement distinctes.
Dans une première partie, Corinne est chargé, pour sa deuxième mission effectuée dans le cadre de l'opération Astragale, de se comporter comme si elle était la fille d'un émir arabe. Son nom d'emprunt sera donc Schemselnihar, fille de l'émir Caramalzaman. Comme elle ne connaît pas la langue arabe, elle sera censée être muette et n'aura pas le droit d'enlever son voile islamique. Pendant le trajet aérien Paris-Mexico, Corinne apprend de son chef de mission, Charif, que le projet consiste à contacter l'organisation terroriste TIPTU (« Terrorist International Professionnal Trade-union ») afin qu'elle organise un attentat contre Raùl Villareal, président du Costa Verde. Ce dernier, qui est un ami de la France, accepte le projet d'attentat et sera informé des préparatifs du TIPTU, dont les membres seront arrêtés peu avant l'attentat. De même que Corinne, dans la précédente aventure, était parvenue à démanteler la « filière Carreau » du TIPTU, le but sera ici de démanteler une seconde filière. Charif est muni d'une mallette contenant une très forte somme d'argent pour payer le « contrat » mis sur la tête du président. Arrivés à Mexico, les deux agents secrets du SNIF se rendent au Costa Verde, où Charif se comporte comme un shiekh arabe. Puis les deux espions retournent à Mexico. Charif est contacté par le TIPTU, et un rendez-vous est organisé deux jours après. Décidant de faire un peu de tourisme dans l'attente, Charif et Corinne se rendent aux pyramides de Teotihuacan. Ils sont attendus par un tueur embusqué qui leur tire dessus et qui abat Charif. Corinne se souvient du conseil de Charif : s'il lui arrivait malheur, Corinne avait pour mission de rentrer immédiatement à Paris. Mais la jeune femme décide de continuer la mission toute seule.
Dans une deuxième partie, Corinne décide de quitter son identité de princesse arabe, trop visible. Elle vole les papiers d'identité d'une américaine ayant son âge, sa corpulence et à peu près son physique ; elle prend avec elle la mallette contenant l'importante somme d'argent et change d'hôtel et d'aspect. Se faisant passer pour « Sally Rains », elle contacte le chef officiel des guérilleros du Parti Révolutionnaire du Costa Verde (PRCV) et lui propose de l'argent pour contacter le TIPTU et organiser un attentat contre Raùl Villareal, leur ennemi juré. Benito Tascadero lui parle de ses efforts pour chasser Villareal du pouvoir, et lui parle du coup d'État réalisé deux ans auparavant par Villareal contre l'ancien président Aguascalientes, qui a perdu la vie avec sa famille lors de l’explosion criminelle de son yacht. Le chef de la guérilla refuse la proposition de Corinne, expliquant que Villareal est trop bien gardé. Il lui remet un livre politique qu'il a écrit sur l'histoire du Costa Verde. Rentrée à l'hôtel, Corinne lit l'ouvrage. Une idée audacieuse lui vient à l'esprit : elle va se faire passer pour Cecilia Aguascalientes et proposer directement au TIPTU d'assassiner Villareal. Utilisant le numéro de téléphone que le TIPTU avait remis à Charif, elle entre en contact avec une personne du TIPTU. Un rendez-vous est prévu.
Dans une troisième séquence, Corinne se rend au rendez-vous fixé. Elle est interrogée sur son identité. L'agent du TIPTU se révèle soupçonneux, puisque Cecilia Aguascalientes est censée être morte dans l'attentat du yacht. Corinne répond du mieux qu'elle peut aux questions posées. On lui fixe un nouveau rendez-vous pour le surlendemain. Le rendez-vous terminé, elle rentre à l'hôtel. Le lendemain à 7 h, on lui apporte un petit déjeuner. Elle consomme ce petit déjeuner, qui s'avère être rempli de produits somnifères. Corinne est enlevée et conduite dans un endroit mystérieux. Elle est longuement interrogée par deux hommes, qui déclarent successivement être des agents de la police secrète du président Villareal, puis des révolutionnaires du PRCV. Elle persiste à déclarer pendant des heures qu'elle est Cecilia Aguascalientes. Les deux hommes lui présentent alors trois personnes qu'ils disent être M. Aguascalientes, son épouse et sa fille. Si cette dernière est vivante et gardée secrètement en cet endroit, cela signifie que Corinne ment sur son identité ! Ses gardes lui annoncent alors qu'elle va être donnée en pâture aux crocodiles. Alors qu'ils sont sur le point de la jeter dans l'eau du fleuve grouillant de sauriens, les deux hommes sont tués par un tireur d'élite situé non loin de là. L'homme se présente à Corinne : il déclare être le capitaine Ruy Valdez. L'homme lui fait quitter ce lieu assez sinistre par le fleuve, en pirogue. Ils arrivent longtemps après dans un campement dans la jungle. Ruy Valdez explique à Corinne qu'elle était interrogée par les hommes du président Villareal, et que lui-même est le chef opérationnel d'un camp de guérilleros du PRCV. Il demande à Corinne quelle est son identité, mais Corinne persiste à s'en tenir à sa stratégie initiale : elle est Cecilia et veut faire tuer Villareal. Après un bon repas, Valdez lui donne une amulette porte-bonheur qui appartenait à M. Aguascalientes et la fait reconduire par avion à Mexico.
Dans une quatrième et dernière partie, Corinne se rend au rendez-vous fixé par le TIPTU, avec l’acompte de 25 000 dollars exigé. Après une nouvelle série de questions sur son identité, son interlocutrice, qui s'avère être l'As de Trèfle et donc responsable de la « filière Trèfle » du TIPTU, lui explique qu'il faudra plusieurs semaines pour vérifier que « Cecilia » n'est pas un agent provocateur. Corinne lui présente alors l'amulette porte-bonheur donnée la veille par Valdez. L'As de Trèfle est alors convaincue de l'identité de Corinne, et lui expose en détail le plan pour assassiner le président Villareal… Après diverses aventures, Corinne parviendra à faire échouer l'attentat contre le président et à faire arrêter l'ensemble de la filière Trèfle du TIPTU, y compris l'As de Trèfle.

## Principaux personnages
Les « gentils »
- Corinne : agent secret du Service National d'Information Fonctionnelle, de son vrai nom Delphine Ixe, fille du général commandant ce Service.

Les « méchants »
Autres personnages

## Parutions
- 1983 - Hachette, Bibliothèque verte (français, version originale).